# Sörsjön (Bollebygds socken, Västergötland, 639477-130925)
Sörsjön är en sjö i Bollebygds kommun i Västergötland och ingår i Viskans huvudavrinningsområde.